# Afarski jezik
Afarski jezik (afarski ʿAfár af; afar, afaraf, "danakil", "denkel", `afar af, adal; ISO 639-3: aar), jezik naroda Afara ili Danakila u Etiopiji, Džibutiju i Eritreji. Član je kušitske porodice afroazijskih jezika. Afarski je najbliži jeziku saho s kojim čini poseban ogranak istočnokušitskih jezika. Preko 1 400 000 govornika, od čega 979 367 u Etiopiji (1998). Dijalekti: sjeverni, centralni, aussa i baadu (ba`adu).

## Vanjske poveznice
- Ethnologue (14th)
- Ethnologue (15th)